# Aeroportul Jiansanjiang Shidi
Aeroportul Jiansanjiang Shidi (IATA: JSJ, ICAO: ZYJS) este un aeroport din Jiansanjiang⁠(d), Jiamusi⁠(d), Heilongjiang, Republica Populară Chineză ce deservește zona Tongjiang⁠(d). Aeroportul a fost tranzitat în 2022 de 27.332 de pasageri. A fost deschis în 29 octombrie 2017.
aeroportul dispune de o singură pistă.